# Pan-Maler

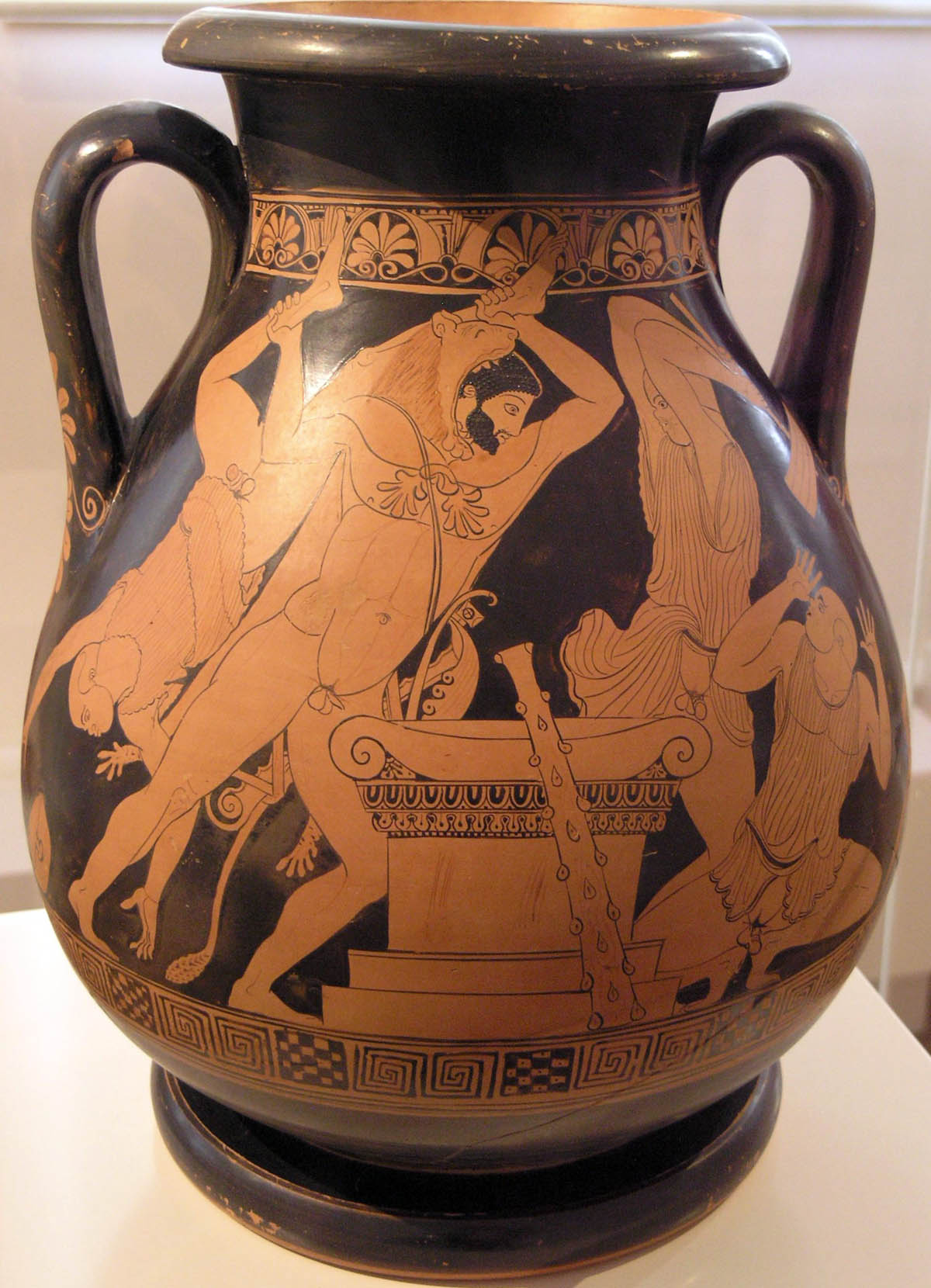
Herakles kämpft mit Busiris, Pelike, Athen, Nationalmuseum, um 470 v. Chr.

Der Pan-Maler war ein griechischer Vasenmaler des streng attisch-rotfigurigen Stils. Der Notname wird von einem Glockenkrater im Museum of Fine Arts, Boston abgeleitet, der Pan einen Hirten verfolgend und auf der Rückseite den Tod des Aktaion zeigt.
Er war ein Schüler des Myson und wirkte in der Zeit um 480 bis 450 v. Chr. Er bemalte außer Krateren Peliken, Hydrien und Amphoren. Ihm werden über hundert Gefäße zugeschrieben.
Die Darstellung in seinen Sujets zeigt Frische, Behändigkeit, Humor und Ironie. Seine Gestalten sind teils derbe, teils feinnervig und verraten seine Herkunft aus dem dorischen und ionischen Kunstkreis. Er ist der dorisch-ionischen Frühklassik zuzuordnen.

## Werke
- Glockenkrater in Boston, Museum of Fine Arts (Pan und Hirte, Tod des Aktaion)
- Pelike in Athen, Nationalmuseum (Busiris-Abenteuer des Herakles)
- Psykter in München, Antikensammlungen (Apollons Kampf um Marpessa)
- Lekythos in Boston, Museum of Fine Arts (Darstellung eines Jägers)